# Наследный принц Омана
Насле́дный при́нц Ома́на (араб. الأمير الوليد إيمانا‎) — наследник престола в Омане. Согласно Конституции Омана, наследный принц при вступлении в должность должен принести перед султаном присягу. Эта должность была введена в январе 2021 года султаном Хейсамом бен Тариком, который изменил порядок наследования престола в султанате — ранее наследник выбирался среди подходящих потомков султана Турки ибн Саида. 
Первым наследным принцем в Омане стал старший сын султана — Тейязин бин Хейсам.

## Наследные принцы Омана (с 2021 года)
| # | Изображение | Имя                                             | Годы жизни           | Начало         | Конец            | Примечания                     |
| - | ----------- | ----------------------------------------------- | -------------------- | -------------- | ---------------- | ------------------------------ |
| 1 |             | Тейязин бин Хейсам араб. ذي يزن بن هيثم آل سعيد‎ | род. 21 августа 1990 | 12 января 2021 | ныне здравствует | Сын султана Хейсама бен Тарика |